# La Cité de la peur (film, 1959)
Pour les articles homonymes, voir La Cité de la peur et City of Fear.
La Cité de la peur (City of Fear) est un film américain réalisé par Irving Lerner et sorti en 1959.

## Synopsis
Vince s'évade de la  prison de San Quentin en Californie, emportant dans sa fuite une cartouche contenant de l’héroïne. Il se dirige vers Los Angeles afin de s'y cacher. 
Mais en fait, le contenu de la cartouche est du cobalt 60, substance fortement radioactive très dangereuse. En cas de désintégration, la population serait contaminée.
La police se lance à sa poursuite. Elle doit retrouver le fugitif et la cartouche avant qu'une catastrophe ne survienne.

## Fiche technique
- Titre français : La Cité de la peur[2]
- Titre original : City of Fear
- Réalisation : Irving Lerner
- Scénario : Robert Dillon, Steven Ritch
- Producteur : Leon Chooluck
- Photographie : Lucien Ballard
- Montage : Robert Lawrence
- Musique : Jerry Goldsmith
- Distributeur : Columbia Pictures Corporation
- Pays de production :  États-Unis
- Durée : 81 minutes
- Dates de sortie : 
  - États-Unis : Février 1959
  - France : 11 décembre 1959[2]

## Distribution
- Vince Edwards : Vince Ryker
- Lyle Talbot :Chief Jensen
- John Archer : Lt. Mark Richards
- Steven Ritch : Dr. John Wallace
- Patricia Blair :	June Marlowe
- Kelly Thordsen : Detective Sgt. Hank Johnson
- Joseph Mell : Eddie Crown
- Sherwood Price : Pete Hallon
- Kathie Browne : Jeann